# Mimops orientalis
Mimops orientalis är en mångfotingart som beskrevs av Kraepelin 1903. Mimops orientalis ingår i släktet Mimops och familjen Cryptopidae. Inga underarter finns listade i Catalogue of Life.